# Leiothrix hirsuta
Leiothrix hirsuta är en gräsväxtart som först beskrevs av Johan Emanuel Wikström, och fick sitt nu gällande namn av Wilhelm Willy Otto Eugen Ruhland. Leiothrix hirsuta ingår i släktet Leiothrix och familjen Eriocaulaceae. Inga underarter finns listade i Catalogue of Life.